# Pseudosmittia bilobulata
Pseudosmittia bilobulata är en tvåvingeart som först beskrevs av Edwards 1931.  Pseudosmittia bilobulata ingår i släktet Pseudosmittia och familjen fjädermyggor. Inga underarter finns listade i Catalogue of Life.